# Xiahaibowan
Xiahaibowan (kinesiska: 下海勃湾, 下海勃湾镇) är en köping i Kina. Den ligger i den autonoma regionen Inre Mongoliet, i den norra delen av landet, omkring 430 kilometer väster om regionhuvudstaden Hohhot.
Genomsnittlig årsnederbörd är 460 millimeter. Den regnigaste månaden är september, med i genomsnitt 82 mm nederbörd, och den torraste är januari, med 1 mm nederbörd.